# Hồi ức của một geisha
Hồi ức của một Geisha là một cuốn tiểu thuyết của Arthur Golden, xuất bản năm 1997. Cuốn tiểu thuyết viết theo ngôi thứ nhất, kể về câu chuyện có thực về một geisha làm việc ở Kyoto, Nhật Bản, trước Thế chiến hai.